# Spreo unicolor
Spreo unicolor là một loài chim trong họ Sturnidae.